# Jubilo
Jubilo er en amerikansk stumfilm fra 1919 af Clarence G. Badger.

## Medvirkende
- Will Rogers som Jubilo
- Josie Sedgwick som Rose Hardy
- Charles K. French som Jim Handy
- Willard Louis som Punt
- Jim Mason som Bert Rooker